# Maria do Socorro Cavalcanti
Maria do Socorro Cavalcanti (Mossoró) é escritora, professora universitária e cientista social brasileira. É sócia efetiva da Academia de Letras e Artes do Ceará - ALACE, e ocupa a cadeira 38, cujo patrono é Alberto Santiago Galeno.

## Atuação literária
Sua propensão para a arte literária foi demonstrada na adolescência, ao escrever pequenos contos para o Programa de José Maria Madrid, da Rádio Difusora de Mossoró. Posteriormente, escreveu sobre temas relacionados a área social, alguns poemas e, a partir do ano de 2001, voltou a se dedicar, de forma integral, à pesquisa com vistas a elaboração do livro Resgaste de uma época - Dom Eliseu Simões. Esse livro, considerado emblemático, foi lançado em duas cidades da na zona oeste potiguar: em Mossoró, em 2005, por ocasião da Festa de Santa Luzia, a padroeira de Mossoró.
Em Assu, em 2005, além do lançamento com respectivos autógrafos, a escritora cortou a fita simbólica inaugurando a praça e o monumento de Dom Eliseu Simões Mendes, erguido pelo prefeito do Assu, Dr. Ronaldo Soares.

## Outras atividades
Como cientista social integra a Agência de Desenvolvimento Sustentável do Nordeste - ADESNE, desempenhando a função de Ddretoria de assuntos científicos e técnologicos.
Dentre as atividades exercidas pela escritora e professora Maria do Socorro Cavalcanti, destacam-se as seguintes, de caráter sócio-educacionais:
- Vice-diretora da Faculdade de Serviço Social da Universidade Estadual do Rio Grande do Norte – Mossoró, RN;
- Professora da Universidade Estadual do Rio Grande do Norte, nas Faculdades de Serviço Social, Ciências Econômicas e Ciências Sociais – Mossoró, RN;
- Coordenadora do CEMIC – Centro de Estudos do Menor e Integração da Comunidade - resultante do convênio UNICEF/UERN – Mossoró, RN;
- Coordenadora da equipe técnica da FUNABEM – Fundação Nacional do Bem Estar do Menor – Região Nordeste - Recife - PE;
- Integrante da equipe pró-elaboração do Sistema de Avaliação dos CEMIC’S - convênio: UNICEF/ Universidade Federal de Pernambuco/FUNABEM - Recife - PE;
- Coordenadora da equipe de supervisores da FCBIA - Fundação Centro Brasileiro para a Infância e Adolescência – Fortaleza, CE.

## Vida acadêmica
- Sócia efetiva da Academia de Letras e Artes do Ceará (ALACE);
- Presidente de Honra da Academia Feminina de Letras e Artes Mossoroense (AFLAM);
- Sócia efetiva da academia Feminina de Letras do Ceará (AFELCE);
- Sócia Correspondente da Academia Apodiense de Letras (AAPOL);
- Integrante da Associação Cearense de Escritores (ACE).

## Homenagens
- Homenagem da Universidade Estadual do Rio Grande do Norte, nominando a sala de pesquisa da pro-reitoria de extensão com seu nome;
- Medalha Mérito Universitário - ACEU/PANORAMA/DCE - pelos serviços prestados à comunidade como coordenadora do CEMIC da Universidade Regional do Rio Grande do Norte – URRN;
- Placa homenagem da Faculdade de Serviço Social da Universidade Regional do Rio Grande do Norte, pelos serviços prestados como professora e vice-Diretora;
- Agraciada como Troféu "Carlos Drummond de Andrade", no ano de 2012,em Itabira Minas Gerais.

## Obras
- Prostituição na perspectiva social
- Bases doutrinárias da política social
- Sistema de avaliação dos Cemic-s do nordeste brasileiro
- Inquérito social constata realidade da rua da Flores
- Resgate de uma Época - Dom Eliseu Simões Mendes
- América Rosado na cadeira de Vingt-un